# 캐피틀 코리더
캐피틀 코리더(영어: Capitol Corridor)는 미국 캘리포니아주 오번 오번 역에서 캘리포니아주 산호세 디리돈 역까지 운행되는 장거리 열차이다.

## 역사 및 현황
1991년 캘리포니아주가 철도 정비에 중점을 두면서 30억 달러의 예산을 통해 새로운 기관차와 객차를 도입한데 이어 노선 확충하면서 운행하기 시작했다. 암트랙의 노선 중에서 노스이스트 코리더, 아셀라 익스프레스, 퍼시픽 서프라이너에 이어 네 번째로 이용객이 많다. 현재 운행하고 있는 열차는 암트랙 캘리포니아카로 샌와킨스도 이 열차로 운행한다.

## 운행 노선

암트랙 캘리포니아 캐피틀 코리더 노선도 (interactive map)

## 사진

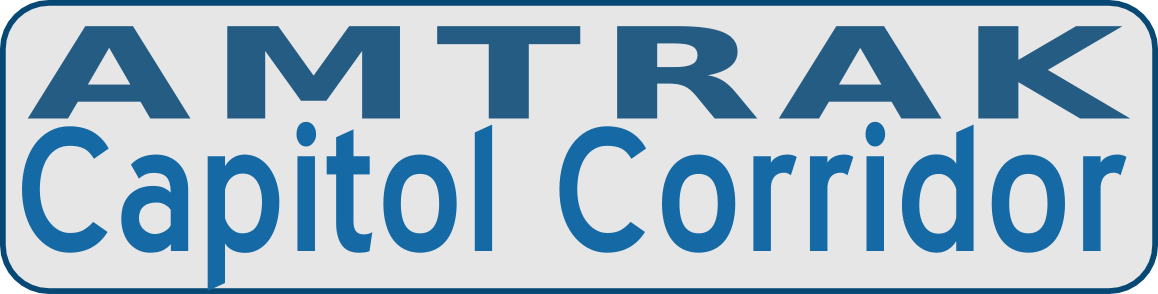
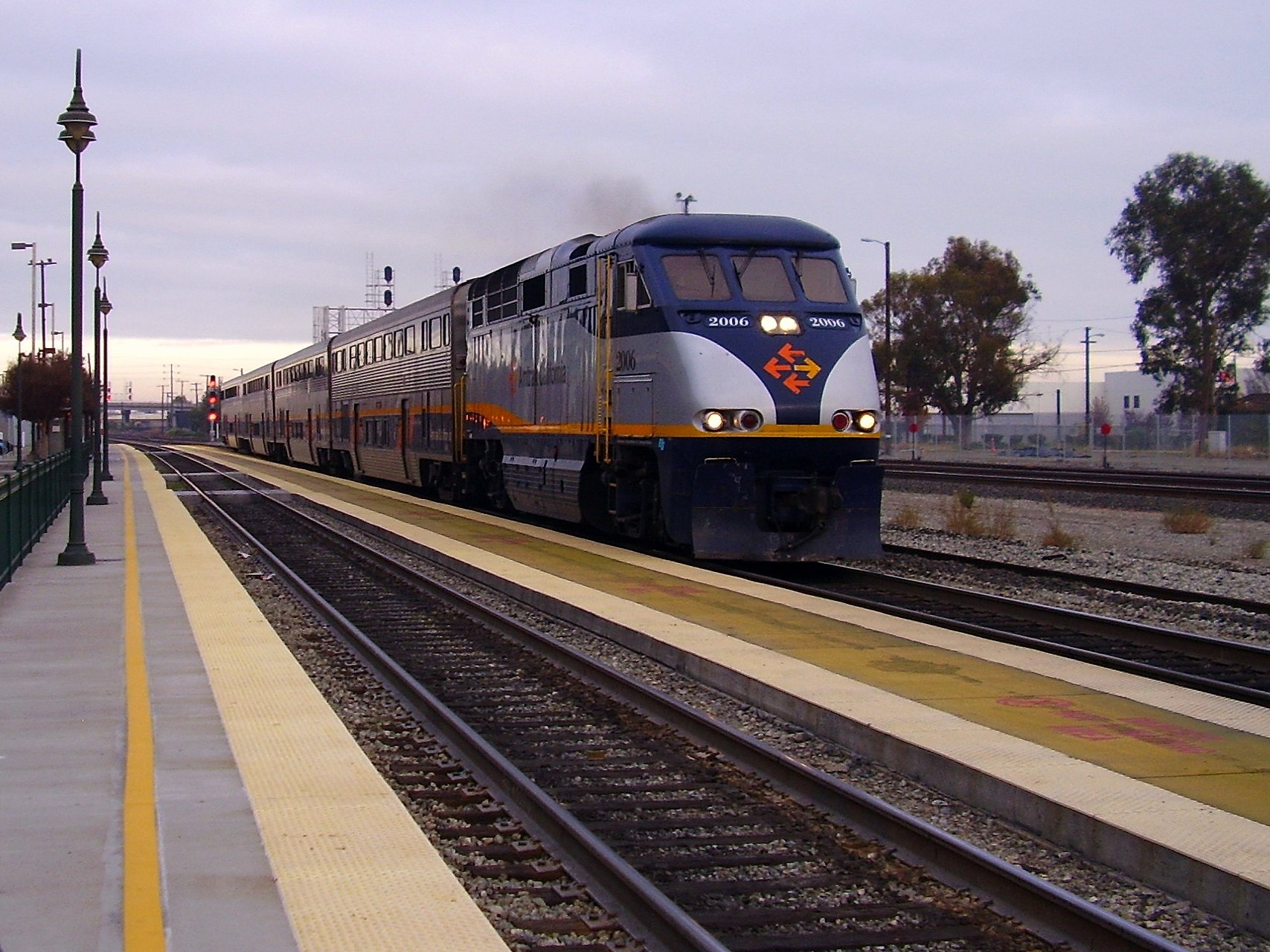
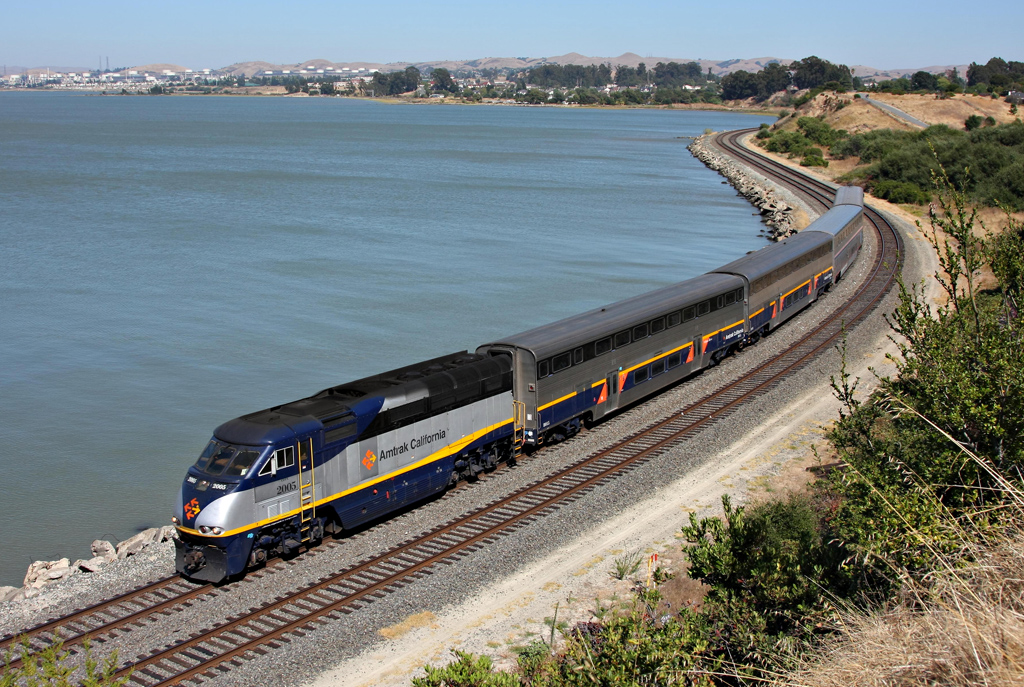
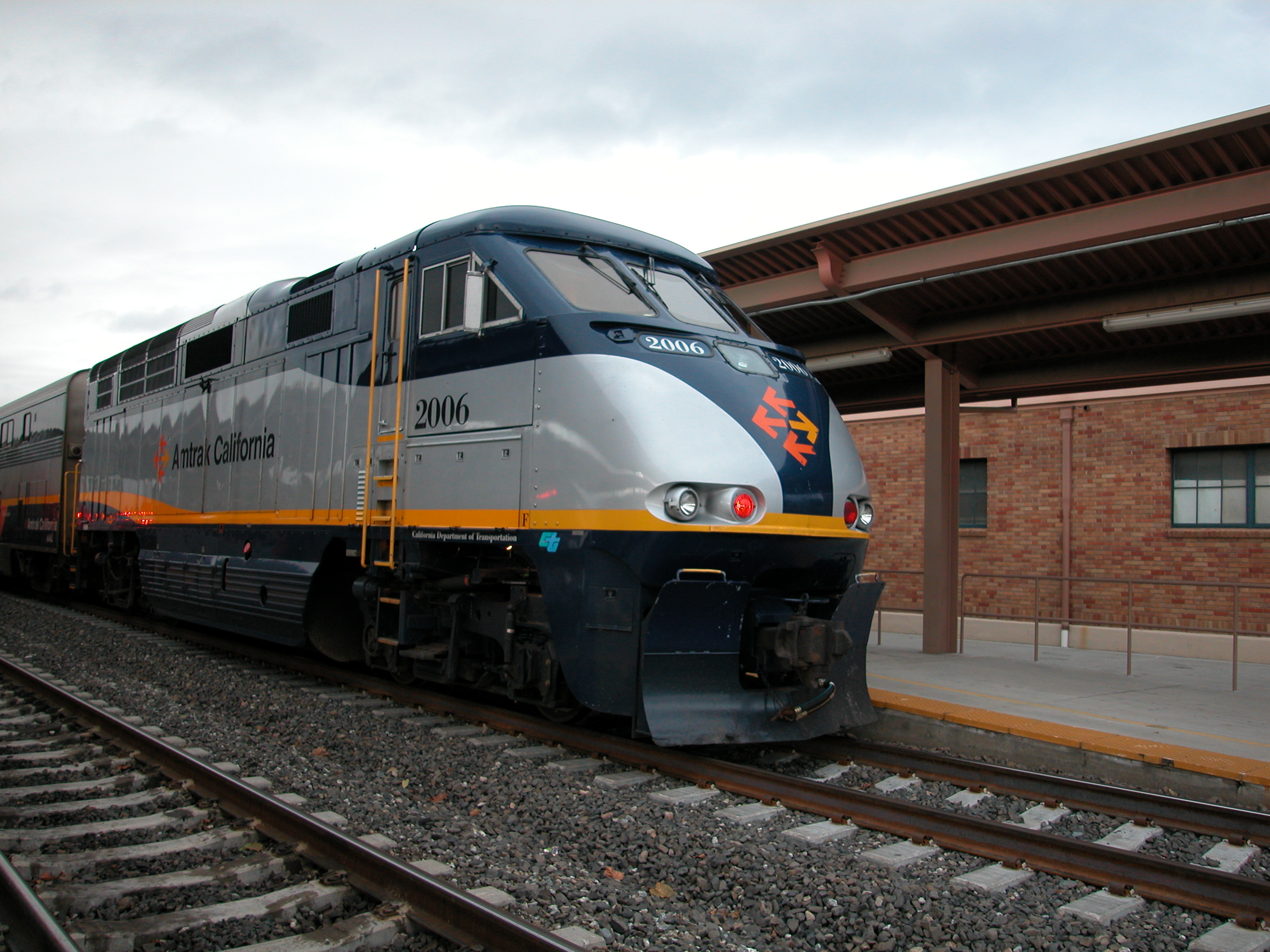
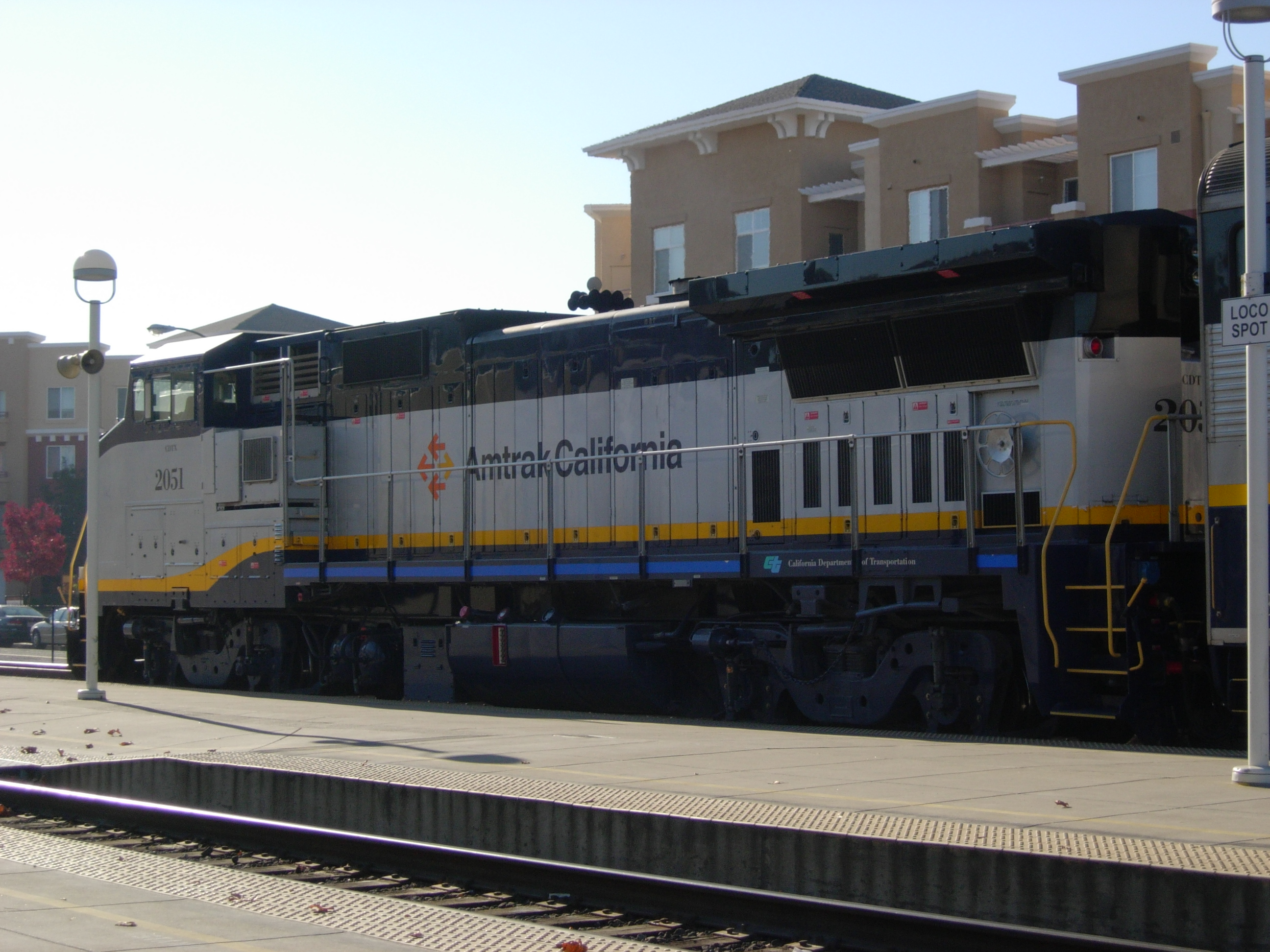
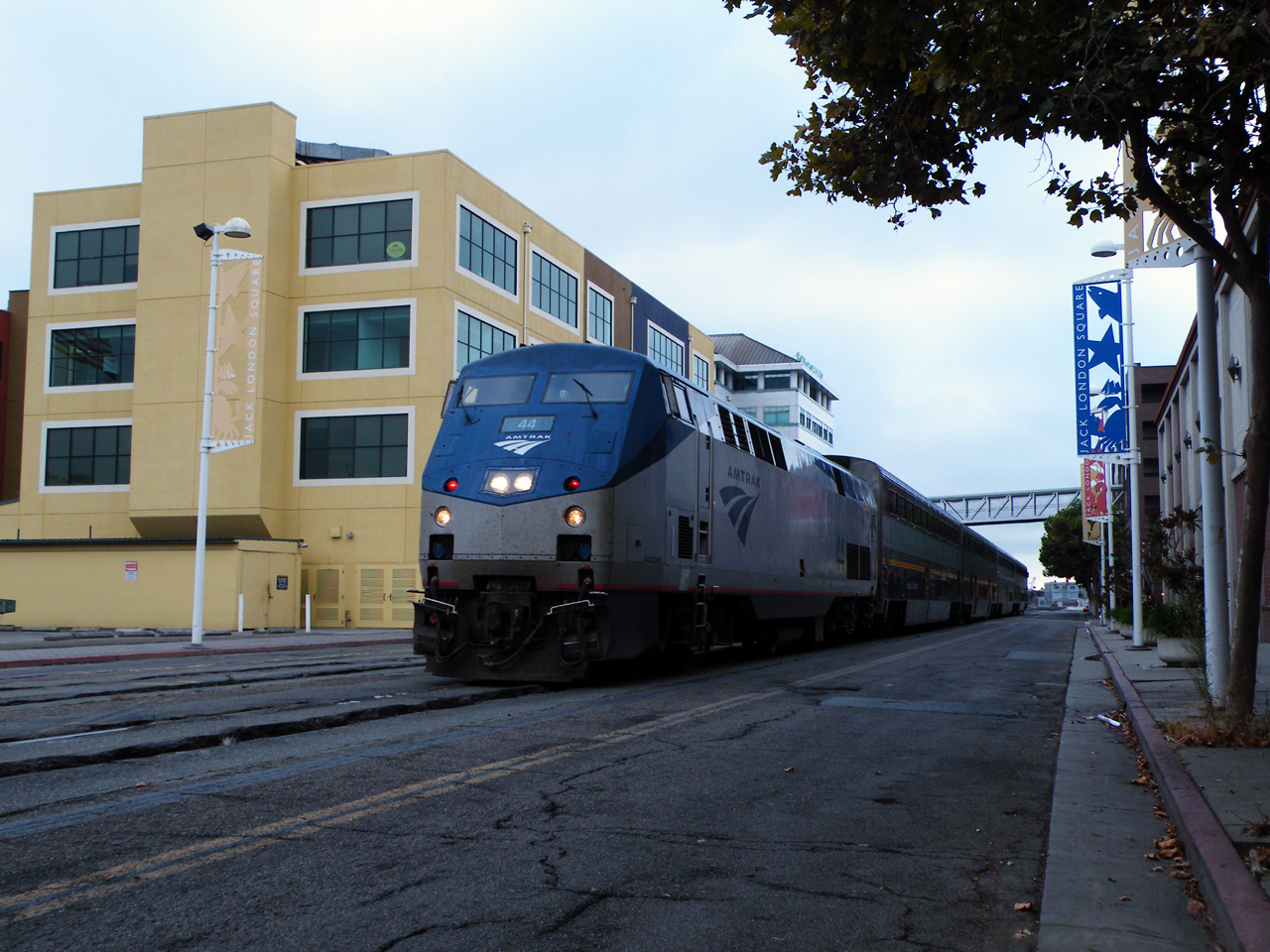